# NGC 7291
NGC 7291 is een lensvormig sterrenstelsel in het sterrenbeeld Pegasus. Het hemelobject werd op 21 september 1876 ontdekt door de Franse astronoom Édouard Jean-Marie Stephan.

## Synoniemen
- UGC 12047
- MCG 3-57-8
- ZWG 452.15
- NPM1G +16.0527
- PGC 68944